# Scopoides tikaderi
Scopoides tikaderi är en spindelart som först beskrevs av Gajbe 1987.  Scopoides tikaderi ingår i släktet Scopoides och familjen plattbuksspindlar. Inga underarter finns listade i Catalogue of Life.